# Мацебрай
Мацебрай (идиш מצה ברײַ‎ «каша из мацы», ивр. מצה בריי ,מצה מטוגנת‎ «жареная маца») — закуска из мацы. Популярное еврейское блюдо на праздник Песах, когда еврейский закон запрещает употребление продуктов из зерновых, подвергнувшихся закваске. Мацебрай популярен среди восточноевропейских евреев. Существуют обычаи, ограничивающие употребление в Песах продуктов из мацы (в том числе мацебрая) лишь последним, восьмым днём Песаха.

## Этимология
На идише מצה ברײַ‎ маце брай буквально означает «каша из мацы»; ברײַ‎ брай «каша» восходит к ср.-в.-нем. brī с тем же значением.

## Приготовление

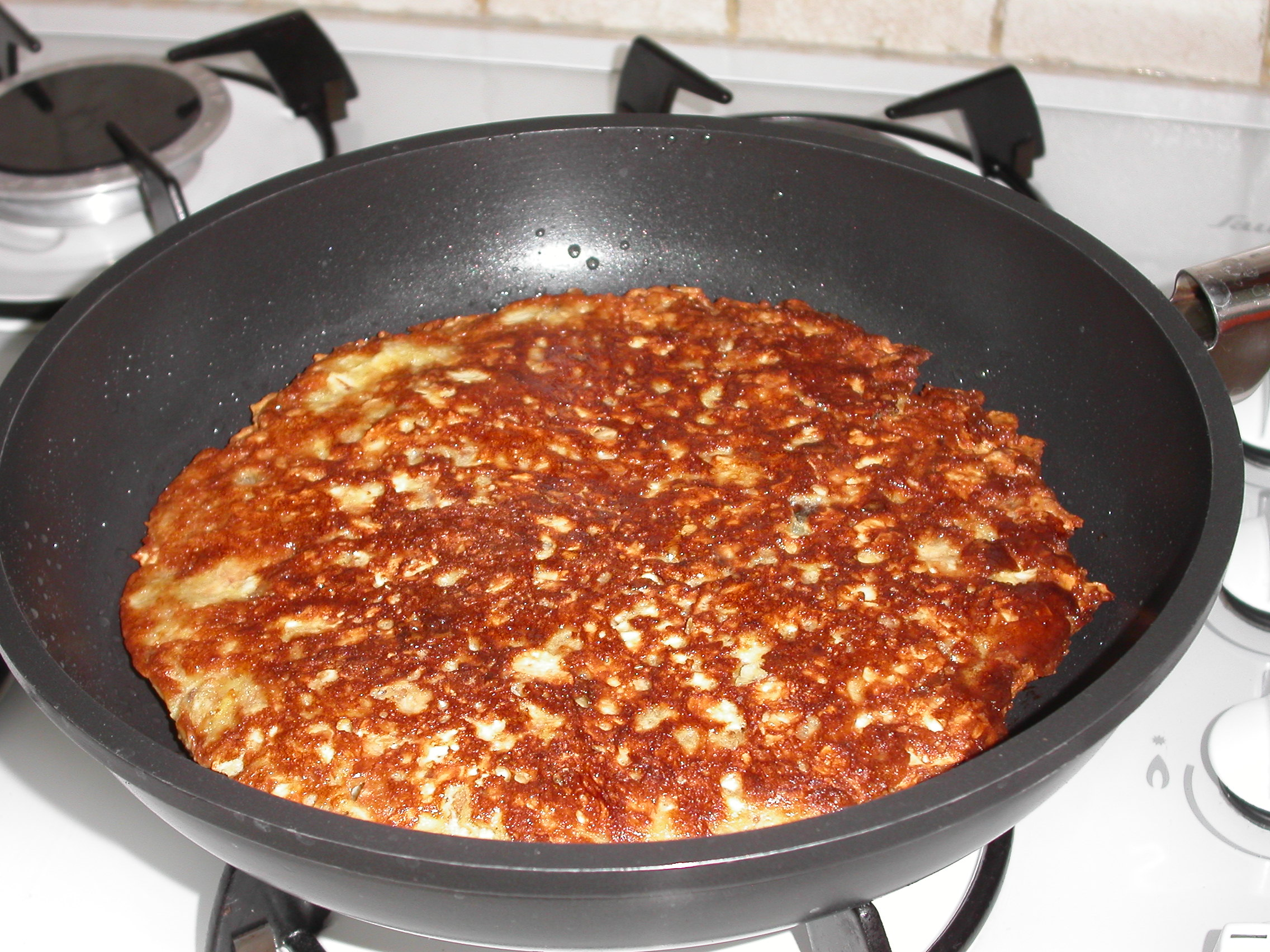

Изготавливается из мацы, молока, яиц, обжаривается на масле. Также начинками для мацебрая могут служить яблоки, грибы, сыр, мясной фарш. Подаётся как основное блюдо или, посыпанное сахаром и корицей, в качестве десерта.